# Obsession (álbum de Exo)
Obsession (estilizado como OBSESSION), es el sexto álbum de estudio de EXO. Fue publicado el 27 de noviembre de 2019 por SM Entertainment. Es el primer álbum del grupo que se promocionó con los seis integrantes restantes. La preventa del disco inició el 1 de noviembre y está disponible en tres versiones: EXO, X-EXO, y Obsession, que se lanzó el 4 de diciembre.

## Antecedentes y lanzamiento
El 31 de octubre de 2019, EXO publicó su nuevo logo, el cual consiste en dos banderas de carreras con su forma habitual, pero formando el logo del grupo. Este comeback marca el regreso coreano de EXO con seis miembros, debido a las actividades en China de Lay y el servicio militar de Xiumin y D.O., ya que su primer regreso fue con la canción en japonés «Bird». El disco contiene diez canciones con una variedad de géneros. El 6 de noviembre, el grupo lanzó un vídeo ensayando la coreografía de «Obsession».

## Composición
El sencillo «Obsession» se describe como una canción de dance y hip-hop con voces repetitivas y un ritmo prominente. «Trouble» es una canción de dance que contiene elementos de otros géneros como trap y reggae. La letra trata de enamorarse profundamente de uno y no tener salida. «Jekyll» es una canción dance pop con vocales dinámicas y transformación. La letra de la canción expresa un conflicto interno con el alter ego de una manera impactante. «Groove» es una canción sobre enamorados que comparten sentimientos afectuosos como si estuvieran cruzando la realidad y los sueños a través del baile. La canción presenta instrumentación de flauta con un coro rítmico. «Ya Ya Ya» es una canción de dance hip hop con letras que expresan la creencia de que el amor comienza en un solo momento. La canción tiene un coro adictivo, con muestras de la canción de SWV, «You're the One» (1996). «Baby You Are» es una canción de dance pop con un ambiente romántico y elementos de instrumentación folklórica. La letra cuenta una historia sobre el emocionante momento del amor a primera vista. «Non Stop» es una canción dance-funk con letras que romantizan el amor imparable entre dos personas. La canción presenta prominentes instrumentos de metal y guitarra.

## Promoción
El 30 de noviembre, EXO comenzó a promocionar el sencillo en un evento especial transmitido en V Live, titulado EXO The Stage, donde EXO y X-EXO interpretaron la canción, la actuación se grabó previamente el día anterior. Luego, lo realizaron en transmisiones musicales de Corea del Sur el 6 de diciembre. Luego, el grupo lo integró en el programa de su quinta gira EXpℓOration del 14 de diciembre de 2019. Los fansigns también tuvieron lugar las dos primeras semanas de diciembre en Gangnam, Seocho y Samseong.

## Recepción

### Éxito comercial
El día después del lanzamiento del álbum, ocupó el primer lugar en las listas de álbumes principales de iTunes en 60 países diferentes. El álbum también estuvo en la cima de varias listas diarias en Corea del Sur, además de importantes listas chinas, en particular QQ Music, KuGou Music y Kuwo Music.

## Lista de canciones
| N.º | Título                          | Música | Escritor(es)                                    | Duración |  |
| 1.  | «Obsession»                     | Dem Jointz, Cristi "Stalone" Gallo, Asia'h Epperson, Adrian McKinnon, Yoo Young-jin, Ryan S. Jhun                | Kenzie                                          | 03:23    |  |
| 2.  | «Trouble»                       | Jin By Jin, Bobii Lewis, Karen Poole                                                                             | Hwang Yoo-bin                                   | 03:17    |  |
| 3.  | «Jekyll» (지킬)                 | Kaelin Ellis, Tay Jasper, Nicky van der Lugt Melsert                                                             | JQ, Kim Hye-jin (makeumine works), Choi Seo-eun | 03:41    |  |
| 4.  | «Groove» (춤)                   | Hyuk Shin, Jisoo Park, Blair Taylor                                                                              | JQ, Mola                                        | 03:28    |  |
| 5.  | «Ya Ya Ya»                      | Dem Jointz, Ryan S. Jhun, David Brown, Charles Hinshaw, Allen Gordon Jr., Coko, Taj, Andrea Martin, Ivan Mathias | Kenzie                                          | 03:42    |  |
| 6.  | «Baby You Are»                  | Wendy Wang, Mozella, Benjamin Ingrosso, Allakoi Pete                                                             | JQ, Park Ji-hee                                 | 02:58    |  |
| 7.  | «Non Stop»                      | Daniel "Obi" Klein, Charli Taft, Andreas Öberg                                                                   | Jo Yoon-kyung                                   | 03:24    |  |
| 8.  | «Day After Day» (오늘도)        | Mike Daley, Mitchell Owens, Deez, Jeff Lewis                                                                     | Jo Yoon-kyung                                   | 03:42    |  |
| 9.  | «Butterfly Effect» (나비효과)   | Greg Bonnick, Hayden Chapman, Adrian McKinnon                                                                    | Lee Su-ran (Jam Factory)                        | 03:10    |  |
| 10. | «Obsession» (嗜; versión china) | Dem Jointz, Cristi "Stalone" Gallo, Asia'h Epperson, Adrian McKinnon, Yoo Young-jin, Ryan S. Jhun                | Lu Yi Qiu                                       | 03:23    |  |

## Posicionamiento en listas
| Listas (2019)                          | Mejor posición |
| -------------------------------------- | -------------- |
| South Korea (Gaon)                     | 1              |
| UK Digital Albums (OCC)                | 37             |
| UK Independent Albums (OCC)            | 33             |
| Australian Albums (ARIA Charts)        | 22             |
| Japan Hot Albums (Billboard Japan)     | 20             |
| Japanese International Albums (Oricon) | 16             |
| Belgian Albums (Ultratop Flanders)     | 124            |
| Belgian Albums (Ultratop Wallonia)     | 158            |
| Lithuanian Albums (AGATA)              | 72             |
| US Billboard 200                       | 182            |
| US Independant Albums (Billboard)      | 5              |
| US World Albums (Billboard)            | 1              |

## Ventas
| País                       | Ventas  |
| -------------------------- | ------- |
| Corea del Sur (Gaon)       | 798 878 |
| China                      | 331 925 |
| Japón(Oricon)              | 24 275  |
| Estados Unidos (Billboard) | 6000    |